# Bond van Oproerige Edelsmeden

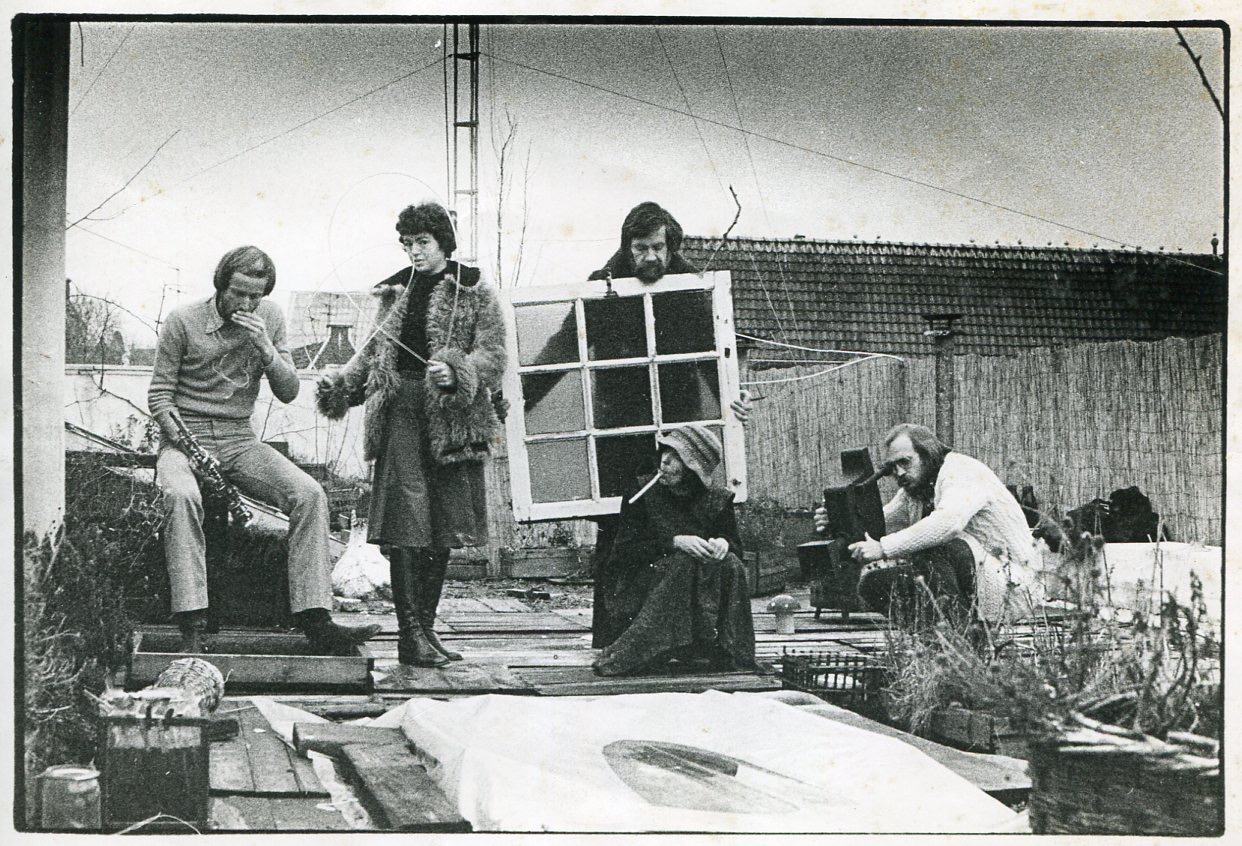
De leden van de B.O.E. groep; Onno Boekhoudt, Francoise van der Bosch, Karel Niehorster, Marion Herbst en Berend Peter.

De Bond van Oproerige Edelsmeden (BOE), was een groep Nederlandse kunstenaars, die werd gevormd door vier edelsmeden en één beeldhouwer die in de tijdgeest van de jaren 70 van de twintigste eeuw verandering binnen de sieradenwereld voorstonden.
BOE heeft slechts één jaar bestaan maar is de basis geweest van de latere Vereniging van Edelsmeden en Sieraadontwerpers (VES), later VES Vrije Vormgevers, nu BNO Vrije Vormgevers.

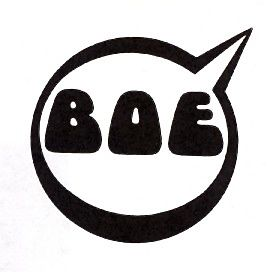
logo B.O.E.

## Geschiedenis
BOE werd in 1974 opgericht door de edelsmeden Françoise van den Bosch (1944-1977), Karel Niehorster (1932-2003), Onno Boekhoudt (1944-2002), Marion Herbst (1944-1995) en beeldhouwer Berend Peter (1945-2022), naar aanleiding van de veranderingen die in de jaren ervoor hadden plaatsgevonden binnen de sieradenwereld.
De vorm, maar ook de functie van sieraden was de voorgaande jaren sterk veranderd. Het sieraad werd niet langer uitsluitend van kostbare materialen gemaakt, zoals goud en zilver of platina, maar ook van bijvoorbeeld ijzer, aluminium, r.v.s. en kunststoffen. De presentatie van deze sieraden vond niet langer alleen maar plaats bij juweliers, maar verschoof naar de kunstgalerie. De Nederlandse pioniers Gijs Bakker en Emmy van Leersum wisten hun sieraden gepresenteerd te krijgen in een Amsterdamse beeldende kunst-galerie. BOE wilde echter meer dan dat, waaronder erkenning van het sieraad als 'kunstobject' en daarmee niet langer uitsluiting van Gemeentelijke- en Rijksaankopen. BOE wilde niet alleen het resultaat laten zien, maar ook de weg ernaartoe. Een proces dat ook binnen de beeldende kunst gaande was. In de BOE doos is getracht dat te laten zien (één exemplaar bevindt zich in de collectie van het Rijksmuseum Amsterdam, in 2009 geschonken door Marjan Unger en Gerard Unger).
In 1975 hield BOE op te bestaan.

## Manifest 1974
- BOE is een groep van vier edelsmeden en één beeldhouwer, die door een meer persoonlijke presentatie van het werk - met daarbij de noodzakelijke informatie - de normale wijze van exposeren willen verruimen tot een manifestatie van ideeën.

## Werk in openbare collecties (selectie)
- Rijksmuseum Amsterdam[1]

## Tentoonstellingen
- 1974 - Revolt in Jewellery by Five Dutch Artists, Electrum Gallery, Londen
- 1974 - Nijmegen
- 1974 - Amersfoort

## Publicaties
- 1974 - BOE doos
- 1974 - NOS film 'Uit de Kunst'